# Паскал Сотировски
Паскал Сотировски (Врбен, Гостивар 23. новембар 1927 — Париз, 20. јануар 2003) је био познати македонски астрофизичар, специјализован за соларну физику.

## Биографија
Паскал Сотировски је рођен у горњоречанском селу Врбен 23. новембра 1927. године. Основну школу је завршио у родно село, три године гимназије је завршио у Горњи Милановац, а затим је завршио учитељску школу у Београду. Непосредно по завршетку учитељске школе радио је као учитељ у Македонији у Белој Цркви.
Године 1950. Сотировски је уписао физику на Филозофском факултету у Скопљу, а након дипломирања 1956. године радио је као професор гимназије Јосип Броз Тито до 1960. године. Након што је именован за асистента астрофизике на Природно-математичком факултету у Скопљу 1961. године био је послат на усавршавању астрофизике на универзитету Сорбона у Паризу. Тамо је дипломирао астрофизику 1964. године, а 1971. године је одбранио докторску дисертацију из области соларне физике.
Сотировски је био редован члан Француског националног центра за научна истраживања и Одељења за соларну и планетарну астрономију Француске. Године 1990. је основана је фондација која носи његово име и има за циљ да подржи младе талентоване умове из Македоније. 1991. године изабран је за члана МАНУ. Поред македонског језика као матерњег, говорио је још неколико језика: француски, енглески, руски и немачки.
Умро је 2003. године у Паризу.

## Почасне титуле
1998. године, Светски македонски конгрес је прогласио Сотировског за македонског сенатора.